# 冰矮星
冰矮星是比一般彗星的彗核大並比小行星擁有更多冰的天體。她們被認為有數百公里直徑的大小，並且在歐特雲和古柏帶中有非常多的數量。
冰矮星不是國際天文聯合會所認定的官方分類，並且涵蓋了比官方認定的類別：QB1天體和冥族小天體更大的範圍。
美国西南研究院的阿兰·斯特恩相信除了海王星的衛星崔頓之外，還有許多我們未曾發現的冰矮星。斯特恩說有三顆直徑在1,000至2,000公里的冰矮星有著明顯的撞擊痕跡。天王星可能就是被冰矮星撞擊才使得自轉軸傾倒，海王星最大的衛星，崔頓，也可能曾被冰矮星撞擊過。

## 最大的冰矮星列表
直徑大於2,000公里的冰矮星：
1. 崔頓（2,707公里）
2. 鬩神星（2,400公里）
3. 冥王星（2,306公里）

## 外部連結
- Encyclopedia of Astrobiology, Astronomy and Spaceflight (David Darling)
- Astronomers struggle to define 'planet'